# 161 (število)
161 (stó enainšéstdeset) je naravno število, za katero velja 161 = 160 + 1 = 162 - 1. Pomen števila 161 lahko tudi pomeni znak za skupino Antifa. Prva črka abecede je A, šesta črka angleške abecede je F, 161 pomeni AFA, kar je kratica za Anti Fascist Action.

## V matematiki
- 161 je vsota pet zaporednih praštevil: 23 + 29 + 31 + 37 + 41.
- šestkotniško piramidno število.
- šesto Cullenovo število {\displaystyle 65=5\cdot 2^{5}+1}.